# Anectopia mandane
Anectopia mandane är en insektsart som beskrevs av George Willis Kirkaldy 1907. Anectopia mandane ingår i släktet Anectopia och familjen sporrstritar. Inga underarter finns listade i Catalogue of Life.